# Dicranodeina extravagans
Dicranodeina extravagans är en tvåvingeart som först beskrevs av Schmitz 1929.  Dicranodeina extravagans ingår i släktet Dicranodeina och familjen puckelflugor. Inga underarter finns listade i Catalogue of Life.